# Paranortonia lugens
Paranortonia lugens är en stekelart som beskrevs av Schulthess. Paranortonia lugens ingår i släktet Paranortonia och familjen Eumenidae. Inga underarter finns listade i Catalogue of Life.